# Mistrovství Československa v krasobruslení 1974
Mistrovství Československa v krasobruslení 1974 se konalo 12. ledna a 13. ledna 1974 v Praze ve Sportovní hale.

## Medaile
| Kategorie      | Zlato                            | Zlato      | Stříbro                  | Stříbro     | Bronz                        | Bronz       |
| Muži           | Zdeněk Pazdírek                  | 8 - 172,50 | František Pechar         | 14 - 169,97 | Miroslav Šoška               | 20 - 166,01 |
| Ženy           | Liana Drahová                    | 7 - 168,77 | Zdeňka Fiurášková        | 14 - 165,07 | Eva Štolfová                 | 25 - 150,76 |
| Sportovní páry | Rijana Hartmanová Petr Starec    | 8 - 98,84  | Ilona Urbanová Aleš Zach | 13 - 97,88  | Ingrid Spieglová Alan Spiegl | 21 - 90,98  |
| Taneční páry   | Diana Skotnická Martin Skotnický | 7 - 146,04 | Eva Peštová Jiří Pokorný | 14 - 137,52 | Anna Pisánská Jiří Musil     | 22 - 131,02 |

- čísla udávají celkové hodnocení, první za přednes a druhá počet bodů